# Awet Gebremedhin
Awet Gebremedhin Andemeskel, né le 5 février 1992 à Kakebda, est un coureur cycliste érythréen, qui possède également la nationalité suédoise. Il court sous licence érythréenne.

## Biographie

### Enfance et débuts
Awet Gebremedhin naît le 5 février 1992 à Kakebda, une petite ville située au sud de l'Érythrée. Issu d'une famille modeste, il est l’aîné d’une fratrie de neuf enfants. Il passe une enfance plutôt difficile, marquée par des conditions de vie précaires et notamment par une sécheresse longue de deux ans, où la famille rencontre des difficultés à se nourrir malgré le bétail et son agriculture. En parallèle, il obtient son premier vélo à l'âge de 12 ans, qu'il utilise régulièrement pour parcourir un trajet de 15 kilomètres que le sépare de l'école à la maison. Il dispute sa première course cycliste en 2007 à Debarwa, qu'il remporte. Il en gagne quatre autres durant l'année.
Il participe à sa première compétition sur le sol européen en 2011, lors de Toscane-Terre de cyclisme, épreuve de la Coupe des Nations Espoirs. Alors qu'il a l'occasion d'entrevoir un passage chez les professionnels, sa fédération le lui interdit.
En 2013, il se distingue en terminant deuxième du Fenkel Northern Redsea, puis sixième du Tour d'Érythrée. À la suite de ses bons résultats, il est sélectionné en septembre pour participer au championnat du monde espoirs à Florence, où il abandonne. Après la course, il refuse de rentrer au pays, s'enfuit de l'hôtel où est logé de la sélection et décide de rejoindre la Suède. Le pays a accueilli bon nombre de ses compatriotes et il est souvent pris en exemple pour la générosité de sa politique migratoire. Cependant, sa demande d’asile est rejetée et il vit pendant 18 mois dans la clandestinité. Il effectue une nouvelle demande d'asile, qui cette fois est acceptée le 6 novembre 2015.
Après deux ans d'arrêt, Awet Gebremedhin reprend la compétition en 2016, dans l'équipe néerlandaise Marco Polo, exclusivement composée de coureurs réfugiés. Il réalise sa principale performance au Tour de Cantabrie, épreuve espagnole dont il prend la sixième place. Naturalisé suédois, il rejoint en février 2017 la nouvelle équipe continentale Kuwait-Cartucho.es. Il dispute sa première course en 2017 sous ses nouvelles couleurs au mois de février, lors du Tour du Haut-Var. Équipier de Davide Rebellin, il parvient notamment à prendre la seizième place du Tour de la communauté de Madrid, au mois de mai. Cependant, l'équipe s'arrête dès la fin de saison 2017 et il se retrouve sans contrat.

### Israel Cycling Academy
En 2018, il rejoint l'équipe continentale professionnelle Israel Cycling Academy en remplacement du coureur turc Ahmet Örken. Ce dernier étant contraint par son gouvernement de quitter sur-le-champ l'équipe après que Donald Trump a reconnu Jérusalem comme la capitale d'Israël, créant la colère du monde musulman.
Lors de sa deuxième saison au sein de la structure israélienne, il est retenu pour participer à son premier Grand Tour, le Giro. Il y connait des débuts compliqués, chutant à deux reprises lors de la deuxième étape, terminant à plus de 26 minutes du vainqueur du jour, Pascal Ackermann. Il réussit à terminer la course à la 128e place.
En 2020, la formation est renommée Israel Start-Up Nation et il rejoint l'équipe réserve Israel Cycling Academy. En novembre, alors qu'il est rentré dans son pays natal pendant l'intersaison, un conflit éclate dans la région éthiopienne du Tigré et l'état d'urgence est déclaré par les autorités.

## Palmarès

### Par année
- 2013
  - 2e du Fenkel Northern Redsea

### Résultats sur les grands tours

#### Tour d'Italie
1 participation
- 2019 : 128e

### Classements mondiaux
| Année           | 2013 | 2014 | 2015 | 2016 | 2017   | 2018   |
| --------------- | ---- | ---- | ---- | ---- | ------ | ------ |
| UCI Africa Tour | 43e  |      |      |      |        |        |
| UCI Europe Tour |      |      |      |      | 1 775e | 1 220e |